# Мачух Анна Миколаївна
Анна Миколаївна Ма́чух (нар. 11 липня 1986, Київ, Українська РСР) — співзасновник та виконавчий директор Української Кіноакадемії, співзасновник та директор проекту Dzyga MDB — інноваційної платформи, що об'єднує персоналії, компанії та проекти в аудіовізуальному секторі та кіноіндустрії зокрема. Член Української кіноакадемії (2017).

## Біографія
Анна Мачух народилася 11 липня 1986 року в місті Київ. Здобула освіту в Київському міжнародному та Київському Славістичному університетах, де навчалась на політолога міжнародника та країнознавця відповідно.

## Кар'єра
З 2008 по 2010-ті роки Анна Мачух працювала в міжнародних аудиторських компаніях PriceWaterhouseCoopers та Deloitte. В 2010 виступила координатором міжнародної конференції IDCEE. Починаючи з 2011 року по 2016 рік працювала директором департаменту маркетингу Одеського Міжнародного Кінофестивалю, а з 2011 по 2013 також директором із маркетингу дистриб'юторської компанії Артхаус Трафік.
У 2017 році Анна Мачух стала одним із засновників та виконавчим директором ГО Українська Кіноакадемія — об'єднання професіоналів у сфері кіно та кіновиробництва, створеного в 2016 році для всебічної підтримки та розвитку національного кінематографа. Починаючи з 2017 року Українська Кіноакадемія проводить щорічну Національну Кінопремію «Золота Дзиґа», організовує освітні заходи та бере активну участь у робочих процесах кіноіндустрії.
У 2017—2018 рр Анна також була директором Українського Кіноринку Одеського міжнародного кінофестивалю, єдиного у країні професійного майданчику для спілкування представників дистриб'юторських компаній та кінотеатрів, що працюють на території України, а також кіностудій та інших компаній, що надають послуги в галузі кіноіндустрії. Кіноринок проходить два рази в рік — влітку під час ОМКФ в Одесі та в грудні в Києві.